# أركولا
أركولا (إلينوي) (بالإنجليزية: Arcola, Illinois)‏ هي مدينة تقع في الولايات المتحدة في إلينوي. يقدر عدد سكانها بـ 2,916 نسمة .

## التركيبة السكانية
حدّد مكتب تعداد الولايات المتحدة بيانات التركيبة السكانية لأركولا في تعداد الولايات المتحدة. في ما يلي، التركيبة السكانية حسب تعدادي 2000 و2010.

### تعداد عام 2000
بلغ عدد سكان أركولا 2,652 نسمة بحسب تعداد عام 2000، وبلغ عدد الأسر 1,031 أسرة وعدد العائلات 749 عائلة مقيمة في المدينة. في حين سجلت الكثافة السكانية 501.3 نسمة لكل كيلومتر مربع (1,298.4/ميل2). وبلغ عدد الوحدات السكنية 1,080 وحدة بمتوسط كثافة قدره 204.2 لكل كيلومتر مربع (528.9/ميل2).
وتوزع التركيب العرقي للمدينة بنسبة 89.40% من البيض و0.26% من الأمريكيين الأفارقة و0.11% من الأمريكيين الأصليين و0.79% من الأمريكيين ذوي الأصول الآسيوية و8.03% من الأعراق الأخرى و1.40% من عرقين مختلطين أو أكثر و19.87% من الهسبانيون أو اللاتينيون من أي عرق.
بلغ عدد الأسر 1,031 أسرة كانت نسبة 36.4% منها لديها أطفال تحت سن الثامنة عشر تعيش معهم، وبلغت نسبة الأزواج القاطنين مع بعضهم البعض 61.7% من أصل المجموع الكلي للأسر، ونسبة 8.2% من الأسر كان لديها معيلات من الإناث دون وجود شريك،  بينما كانت نسبة 2.7% من الأسر لديها معيلون من الذكور دون وجود شريكة وكانت نسبة 27.4% من غير العائلات. تألفت نسبة 24.1% من أصل جميع الأسر من عدة أفراد يعيشون في نفس المنزل ونسبة 12.8% كانت تتألف من شخص يعيش بمفرده يبلغ من العمر 65 عاماً أو أكثر. وبلغ متوسط حجم الأسرة المعيشية 2.56، أما متوسط حجم العائلات فبلغ 3.03.
بلغ العمر الوسطي للسكان 37.3 عاماً. وكانت نسبة 25.7% من القاطنين تحت سن الثامنة عشر، وكانت نسبة 8% بين الثامنة عشر والرابعة والعشرين عاماً، ونسبة 28.2% كانت واقعةً في الفئة العمرية ما بين الخامسة والعشرين والرابعة والأربعين عاماً، ونسبة 22.4% كانت ما بين الخامسة والأربعين والرابعة والستين، ونسبة 15.2% كانت ضمن فئة الخامسة والستين عاماً فما فوق. يوجد لكل 100 أنثى 93.8 ذكر، ويوجد لكل 100 أنثى في الثامنة عشر من عمرها فما فوق 91.1 ذكر.
بلغ متوسط دخل الأسرة في المدينة 38,125 دولارًا، أما متوسط دخل العائلة فبلغ 46,107 دولارًا. وكان متوسط دخل الذكور 30,168 دولارًا مقابل 22,723 دولارًا للإناث. وسجل دخل الفرد الخاص بالمدينة 18,664 دولارًا. وكانت نسبة 2% من العائلات ونسبة 3.7% من السكان تحت خط الفقر، وكان من هؤلاء نسبة 3% تحت سن الثامنة عشر ونسبة 2.9% في الخامسة والستين من العمر وما فوق.

### تعداد عام 2010
بلغ عدد سكان أركولا 2,916 نسمة بحسب تعداد عام 2010، وبلغ عدد الأسر 1,055 أسرة وعدد العائلات 758 عائلة مقيمة في المدينة. في حين سجلت الكثافة السكانية 551.2 نسمة لكل كيلومتر مربع (1,427.6/ميل2). وبلغ عدد الوحدات السكنية 1,140 وحدة بمتوسط كثافة قدره 215.5 لكل كيلومتر مربع (558.1/ميل2).
وتوزع التركيب العرقي للمدينة بنسبة 85.60% من البيض و0.31% من الأمريكيين الأفارقة و0.21% من الأمريكيين الأصليين و0.93% من الأمريكيين ذوي الأصول الآسيوية و11.39% من الأعراق الأخرى و1.58% من عرقين مختلطين أو أكثر و29.84% من الهسبانيون أو اللاتينيون من أي عرق.
بلغ عدد الأسر 1,055 أسرة كانت نسبة 37.3% منها لديها أطفال تحت سن الثامنة عشر تعيش معهم، وبلغت نسبة الأزواج القاطنين مع بعضهم البعض 59% من أصل المجموع الكلي للأسر، ونسبة 8.6% من الأسر كان لديها معيلات من الإناث دون وجود شريك،  بينما كانت نسبة 4.3% من الأسر لديها معيلون من الذكور دون وجود شريكة وكانت نسبة 28.2% من غير العائلات. تألفت نسبة 24.1% من أصل جميع الأسر من عدة أفراد يعيشون في نفس المنزل ونسبة 9.9% كانت تتألف من شخص يعيش بمفرده يبلغ من العمر 65 عاماً أو أكثر. وبلغ متوسط حجم الأسرة المعيشية 2.66، أما متوسط حجم العائلات فبلغ 3.18.
بلغ العمر الوسطي للسكان 38.3 عاماً. وكانت نسبة 26.3% من القاطنين تحت سن الثامنة عشر، وكانت نسبة 7.5% بين الثامنة عشر والرابعة والعشرين عاماً، ونسبة 25.1% كانت واقعةً في الفئة العمرية ما بين الخامسة والعشرين والرابعة والأربعين عاماً، ونسبة 25.6% كانت ما بين الخامسة والأربعين والرابعة والستين، ونسبة 15.4% كانت ضمن فئة الخامسة والستين عاماً فما فوق. وتوزع التركيب الجنسي للسكان بنسبة 49.9% ذكور و50.1% إناث.

## أعلام
- فرد إيوينغ